# Play Motel
Play Motel è un film thriller erotico/pornografico del 1979, diretto da Mario Gariazzo con lo pseudonimo Roy Garrett.

## Trama
Patrizia e Roberto, attori teatrali e coniugi, dopo avere pernottato al Play Motel, rinvengono per caso un cadavere nel bagagliaio della loro auto. Abbandonata momentaneamente la vettura per avvertire la polizia, all'arrivo di questa scoprono con stupore l'avvenuta rimozione del corpo, poi ritrovato in tutt'altro luogo: la polizia scopre trattarsi di Maria Luisa Longhi, moglie del commendator Rinaldo Cortesi. Su impulso soprattutto di Patrizia, i due coniugi s'improvvisano investigatori per aiutare la polizia a risolvere il caso.